# Macrostylis minuscularia
Macrostylis minuscularia là một loài chân đều trong họ Macrostylidae. Loài này được Mezhov miêu tả khoa học năm 2003.